# U-307
| U-307                      | U-307                                                          | U-307                                                          |
| -------------------------- | -------------------------------------------------------------- | -------------------------------------------------------------- |
|                            |                                                                |                                                                |
|                            |                                                                |                                                                |
|                            |                                                                |                                                                |
| Під прапором               | Третій рейх                                                    | Третій рейх                                                    |
| Спуск на воду              | 30 вересня 1942 року                                           | 30 вересня 1942 року                                           |
| Виведений зі складу флоту  | 29 квітня 1945 року                                            | 29 квітня 1945 року                                            |
| Сучасний статус            | затоплений                                                     | затоплений                                                     |
| Проєкт                     |                                                                |                                                                |
| Тип ПЧ                     | Торпедний ДПЧ                                                  | Торпедний ДПЧ                                                  |
| Основні характеристики     |                                                                |                                                                |
| Швидкість (надводна)       | 17,7 вузла                                                     | 17,7 вузла                                                     |
| Швидкість (підводна)       | 7,6 вузла                                                      | 7,6 вузла                                                      |
| Робоча глибина занурення   | 100 м                                                          | 100 м                                                          |
| Гранична глибина занурення | 220 м                                                          | 220 м                                                          |
| Екіпаж                     | 44 особи                                                       | 44 особи                                                       |
| Розміри                    |                                                                |                                                                |
| Довжина найбільша (по КВЛ) | 67,1 м                                                         | 67,1 м                                                         |
| Ширина корпусу найб.       | 6,2 м                                                          | 6,2 м                                                          |
| Висота                     | 9,6 м                                                          | 9,6 м                                                          |
| Середня осадка (по КВЛ)    | 4,70 м                                                         | 4,70 м                                                         |
| Водотоннажність надводна   | 769 т                                                          | 769 т                                                          |
| Озброєння                  |                                                                |                                                                |
| Артилерія                  | одна палубна гармата калібру 88-мм, одна 20-мм зенітна гармата | одна палубна гармата калібру 88-мм, одна 20-мм зенітна гармата |
| Торпедно- мінне озброєння  | 4 носових і один кормовий ТА. 14 торпед або 26 мін             | 4 носових і один кормовий ТА. 14 торпед або 26 мін             |

U-307 — німецький підводний човен типу VIIC, часів Другої світової війни.
Замовлення на будівництво човна віддане 20 січня 1941 року. Човен заклали на верфі суднобудівної компанії «Flender Werke AG» у місті Любек 5 листопада 1941 року під заводським номером 307, спущений на воду 30 вересня 1942 року, 18 листопада 1942 під командуванням лейтенанта Фрідріх-Георга Херрле увійшов до складу 8-ї флотилії. Також за час служби входив до складу 11-ї та 13-ї флотилій.
Човен зробив 13 бойових походів, в яких потопив 2 судна загальною водотоннажністю 7226 брт.
Затоплений 29 квітня 1945 року у Кольській затоці Баренцового моря (69°24′ пн. ш. 33°44′ сх. д. / 69.400° пн. ш. 33.733° сх. д.) глибинними бомбами британського фрегата «Лох Інш». 37 членів екіпажу загинули, 14 врятовані.

## Командири
- Оберлейтенант-цур-зее резерву Фрідріх-Георг Геррле (18 листопада 1942 — 1 грудня 1944)
- Оберлейтенант-цур-зее резерву Еріх Крюгер (2 грудня 1944 — 29 квітня 1945)

## Потоплені та пошкоджені кораблі[3]
| Назва             | Тип               | Належність | Дата           | Тоннаж (БРТ) | Вантаж                        | Статус    | Місце                                                       |
| William S. Thayer | Торговий пароплав | США        | 30 квітня 1944 | 7 176        | 950 т піску у якості балласту | потоплено | 73°46′ пн. ш. 19°10′ сх. д. / 73.767° пн. ш. 19.167° сх. д. |
| Lennox            | Моторний човен    | Норвегія   | 18 серпня 1944 | 50           |                               | потоплено | 77°45′ пн. ш. 14°45′ сх. д. / 77.750° пн. ш. 14.750° сх. д. |